# Эйтингон, Наум Исаакович
Нау́м Исаа́кович Эйтинго́н (6 декабря 1899, Шклов, Могилёвская губерния — 3 мая 1981, Москва) — советский разведчик, генерал-майор государственной безопасности.
Организатор политических убийств, один из разработчиков операции по ликвидации Льва Троцкого. Организатор партизанского движения в тылу врага во время Великой Отечественной войны, с 1945 года был заместителем начальника отдела «С» НКВД (позже НКГБ) СССР, отвечавшим за сбор и обобщение разведданных по созданию советского ядерного оружия.

## Биография

### Ранние годы
Родился в Шклове в еврейской семье. Отец Ицка-Лейзер (Исаак) Файвелович Эйтингон (1876—1912) был конторщиком на бумажной фабрике, мать — Гинда (Евгения) Нахмановна Гранат (1879–1959); родители заключили брак в Могилёве 12 января 1899 года. Дед — Файвел Изроилевич (Израилевич) Эйтингон был присяжным поверенным Шкловского уездного и Могилёвского окружного судов.
Сёстры и брат: Софья (Сарра) Исааковна Эйтингон (1902—1979), врач и Серафима Исааковна (первая жена художника Марка Житницкого), инженер-металловед, Израиль Исаакович Эйтингон (1905–1979), доктор технических наук. Троюродный брат — психоаналитик М. Е. Эйтингон.
В шестилетнем возрасте пережил еврейской погром в родном городе. Ещё до революции семья Эйтингонов переехала из Шклова в Могилёв, где жила родня Евгении Нахмановны. Учился в Могилёвском коммерческом училище.
Трудовую деятельность начал в Могилёве в начале 1917 года, во время немецкой оккупации был рабочим цементного завода, где состоял членом профсоюзного комитета. В 1917 году вступил в партию социалистов-революционеров. Поступил на службу в Могилёвский губернский продовольственный комитет на должность делопроизводителя 2-го разряда, затем был назначен инструктором по товарообмену. С 20 марта 1919 года перешёл в распоряжение бюро губернской рабочей кооперации, где работал по декабрь (в апреле 1919 года в связи с образованием Гомельской губернии административный центр из Могилёва был перенесён в Гомель). Во время проведения партнедели в октябре 1919 года Эйтингон, будучи на курсах кооперации, вступил в ряды РКП(б). С декабря 1919 по май 1920 года служил в учреждениях Гомельского губпрофсоюза.
По утверждению Павла Судоплатова, с 1918 года в служил Красной Армии; по данным гомельского историка Анатолия Карасёва, в документах информации о службе Эйтингона в Красной армии нет.

### В ЧК: борьба с бандитизмом
С 10 мая 1920 года сотрудник Гомельской ЧК.  В докладе представителя ВЧК Романовского от начала декабря 1920 года, связанном с ревизией работы Гомельской губчека и констатацией недостатков, отмечен лично Романовским как «светлое пятно из уполномоченных». В списке личного состава на 15 января 1921 года значился как помощник заведующего секретно-оперативным отделом (СОО) с одновременным исполнением обязанностей заведующего. В конце января — начале февраля 1921-го находился в командировке в Москве, а с 28 февраля он временно замещал председателя Гомельской губчека Волленберга. 20 марта 1921 года губком РКП(б) утвердил Эйтингона членом коллегии губчека. В апреле 1921 года, выступая на заседании губкома, Волленберг отметил, что «главным отделом является секретно-оперативный, который распадается на институт уполномоченных по различным направлениям, и в нём наиболее продуктивным работником является его руководитель Эйтингон».
Во время операции против савинковских групп в 1921 году Эйтингон был ранен командиром отряда Л. И. Рудминским-Черноморцем, деятельность которого расследовал в составе специальной комиссии (Рудминского обвиняли в чрезмерной жестокости). 20 октября 1921 года на заседании Гомельского губпроверкома по чистке партии Эйтингон был временно оставлен вне рядов РКП(б) для «дополнительного испытания» со следующими мотивирующими формулировками: буржуазное происхождение, чересчур быстрая чекистская карьера, комиссарские замашки, отсутствие скромности, недостаточно проникся пролетарской психологией и дисциплинированностью. 24 ноября губпроверком по чистке партии возвращался к вопросу об Эйтингоне и пересматривал его дело, решив «восстановить в правах члена РКП, принимая во внимание факт ранения при участии в борьбе с бандитизмом, а также предстоящий отъезд в Башкирию» (12 ноября в Москве Оргбюро ЦК РКП(б) постановило назначить председателя Гомельской губчека Волленберга председателем Башкирской ЧК с правом взять с собою лично отобранных сотрудников).

### В разведке
По окончании в 1924 году восточного отделения Военной академии РККА — в иностранном отделе ОГПУ: на работе в Китае (1925), затем — в Турции (1929). В 1927–1929 гг. был вице-консулом Генерального консульства СССР в Харбине. В 1930–1932 гг. — помощник Я. И. Серебрянского в Управлении специальных операций, затем руководитель секции нелегальных операций ИНО ОГПУ. В 1936–1938 гг. — заместитель резидента в Испании А. М. Орлова. Известен как «генерал Леонид Александрович Котов» (во время Гражданской войны в Испании), Грозовский, Леонов, Наумов, тов. Пабло и др.
Занимался организацией шпионских и диверсионных операций за рубежом, среди которых выделяются:
- убийство лидера Северного Китая и Маньчжурии Чжан Цзолиня;
- похищение видных участников белого движения генералов А. П. Кутепова и Е. К. Миллера во Франции;
- возможное соучастие в судьбе «тройного агента» Н. В. Скоблина в Испании;
- вывоз в СССР испанского государственного золотого запаса;
- совместная с П. А. Судоплатовым разработка и подготовка к операции «Утка» в Мексике, в ходе которой агент Рамон Меркадер убил Л. Д. Троцкого[16].

### Организация партизанской и диверсионной работы во время войны
С июля 1941 года Эйтингон был заместителем начальника 4-го управления НКВД и начальника Особой группы Судоплатова при наркоме внутренних дел Берии. Его подопечный, шпион-перебежчик Николай Хохлов так описывает внешность и поведение Эйтингона при их первой встрече в 1941 году:
«Дверь открылась и в комнату стремительно вошёл высокий, полный брюнет в кожаном пальто. Он подошёл ко мне крупными, быстрыми шагами и, взглянув в упор, покровительственно улыбнулся. Я встал из-за стола. Незнакомец положил мне руку на плечо и заговорил звучным баритоном… Его широкий лоб уходил двумя острыми углами в редкие, тёмные волосы. Седина на висках. Узкий, плотно сжатый рот. Крутой, упрямый подбородок».
Вместе с П. А. Судоплатовым Эйтингон добился разрешения Л. П. Берии освободить из тюрем бывших сотрудников разведки и госбезопасности, в которых разведка остро нуждалась с началом войны. «Берию совершенно не интересовало, виновны или невиновны те, кого мы рекомендовали для работы, — вспоминал Судоплатов. — Он задал один-единственный вопрос: „Вы уверены, что они нам нужны?“ — „Совершенно уверен“, — ответил я. — „Тогда свяжитесь с Богданом Кобуловым, пусть освободит их. И немедленно их используйте“».
В 1941–1942 гг. участвовал в акциях, обеспечивавших нейтралитет Турции во Второй мировой войне. В 1942 году руководил разработкой и организацией покушения на посла Германии в Турции Франца фон Папена.
В 1942 году был назначен заместителем начальника 4-го управления НКВД СССР, занимавшегося разведкой, террором и диверсиями в тылу противника. В этом качестве (заместитель П. А. Судоплатова) провёл оперативные игры «Монастырь», «Курьеры», «Березино», «Арийцы». В 1944 году в ходе операции «Березино» оперативная группа НКВД под его непосредственным командованием захватывала и перевербовывала диверсантов Отто Скорцени в белорусских лесах (в составе группы работал и В. Г. Фишер, ставший позднее известным как Рудольф Абель).
С 1945 года — заместитель начальника отдела «С» НКВД (позже НКГБ) СССР, занимавшимся сбором и обобщением разведданных по созданию ядерного оружия.
В послевоенные годы возглавлял операции по уничтожению антисоветских партизан, проводимые СССР против «лесных братьев» в Литве и Западной Белоруссии. Был организатором ликвидации деятелей украинского националистического движения: бывшего советского функционера А. Шумского и греко-католического епископа Т. Ромжи.

### Репрессированный
В октябре 1951 года был арестован по «делу о сионистском заговоре в МГБ». По «делу врачей» была арестована его сестра.
После смерти Сталина был освобождён по личному распоряжению Лаврентия Берии и назначен в систему МВД СССР. С мая 1953 года — заместитель начальника 9-го отдела МВД СССР. В августе 1953 года вновь арестован как член «банды Берии» и приговорён к 12 годам заключения. Вместе с Эйтингоном тогда из органов госбезопасности уволили, а затем частично подвергли арестам многих сотрудников МГБ.

### Последние годы жизни

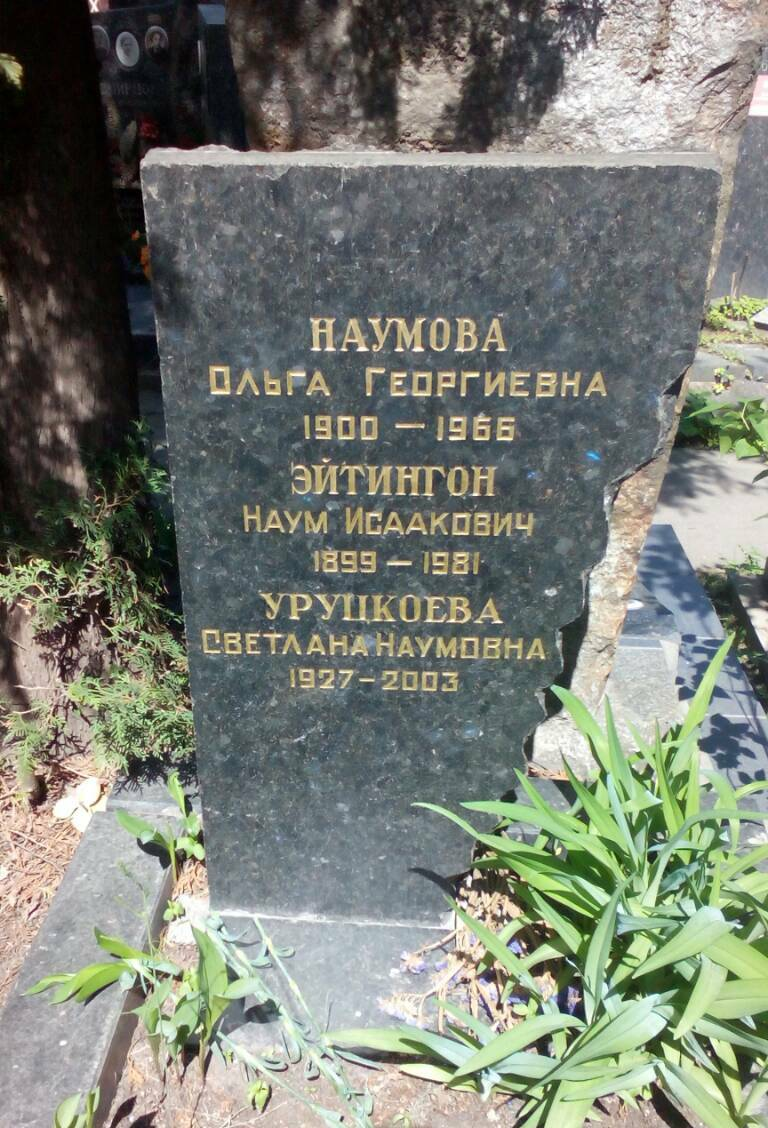
Могила генерал-майора Н. И. Эйтингона

В 1964 году был освобождён из заключения и работал старшим редактором в издательстве «Международная книга».
Скончался от естественных причин 3 мая 1981 г. Похоронен в Москве, на Новом Донском кладбище. Реабилитирован посмертно в 1992 году. Некоторые исследователи оспаривают правомерность реабилитации.

## Семья
Был женат на Анне Исааковне Шульман. Во время командировки в Харбин познакомился, впоследствии женился на бывшей жене Василия Зарубина — Ольге Георгиевне Наумовой (Васильевой; 1899—1966). С 1941 года в браке с Музой Григорьевной Малиновской (Вихревой; 1913—1989), парашютисткой-рекордсменкой и разведчицей.
Дети:
- сын — Владимир Наумович Эйтингон[23] (1924—2014).
- дочь — Светлана Наумовна Уруцкоева (1927—2003).
- сын — Леонид Наумович Эйтингон (род. 1943).
- дочь — Муза Наумовна Малиновская (род. 1947), автор книги «На предельной высоте» о жизни Н. И. Эйтингона и М. Г. Малиновской.
- приёмная дочь — Зоя Зарубина, разведчица, переводчица[24].

Внуки:
- Елена Владимировна Эйтингон
- Леонид Ирбекович Уруцкоев
- Елена Ирбековна Уруцкоева
- Галина Леонидовна Эйтингон
- Анастасия Леонидовна Эйтингон
- Александр Геннадьевич Ефремов
- Игорь Геннадьевич Ефремов
- Алексей Александрович Козлов, предприниматель, автор «Бутырка-блога»[25].

## Галерея документов

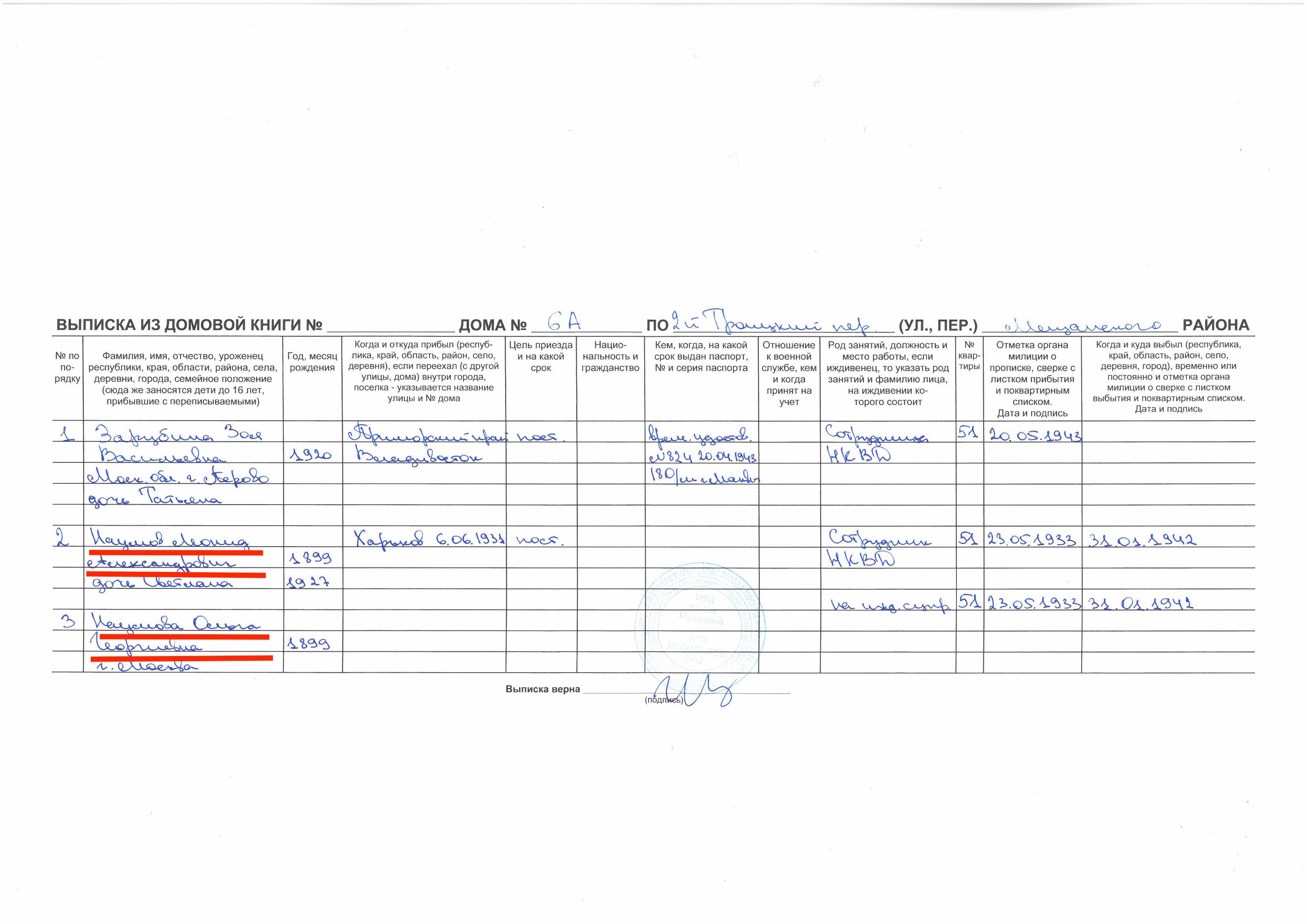
Выписка из домовой книги 2-й Троицкий пер.: Эйтингон Н. И. с супругой Наумовой О. Г.
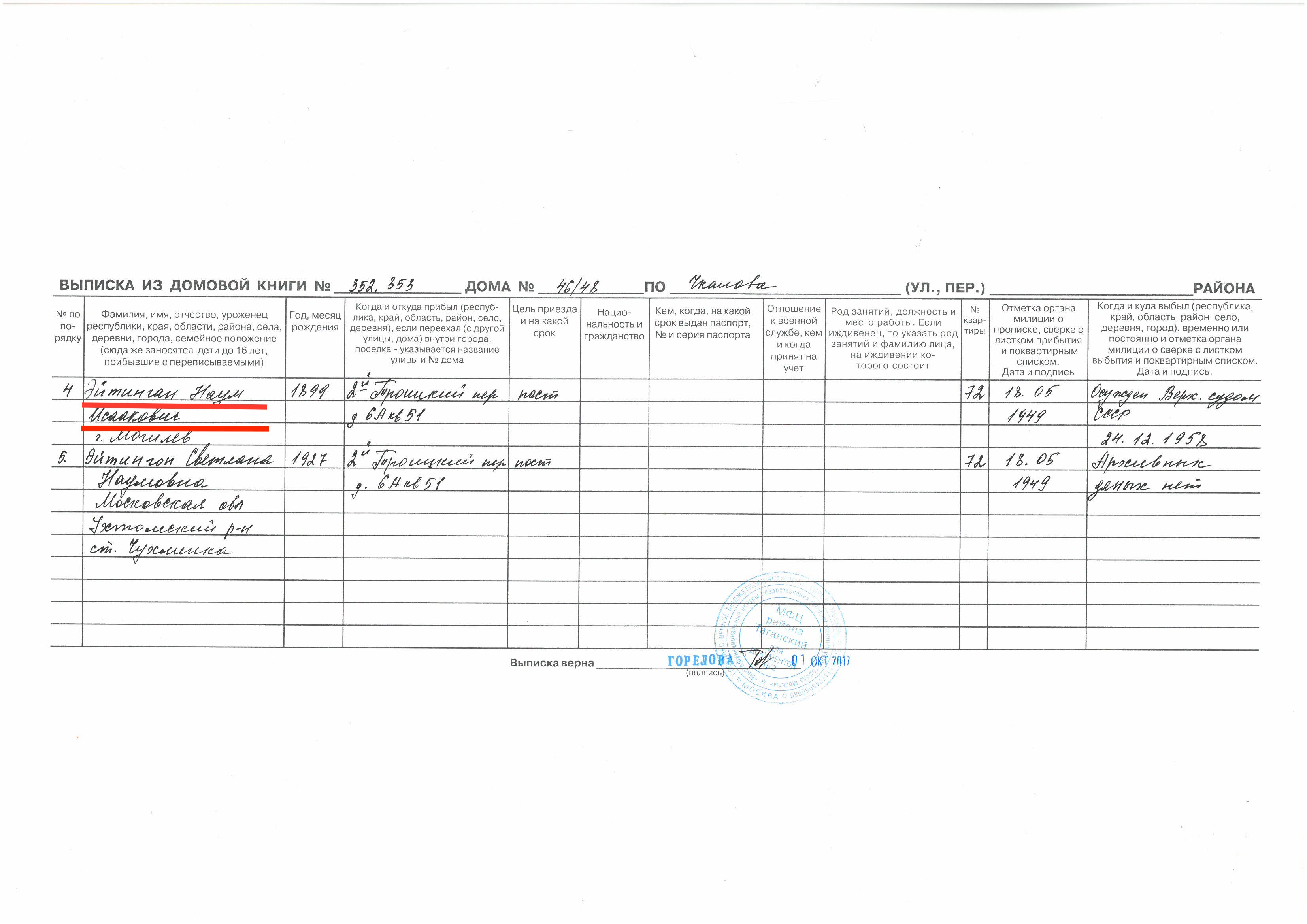
Выписка из домовой книги по ул. Чкалова: Эйтингон Н. И. с супругой Наумовой О. Г.
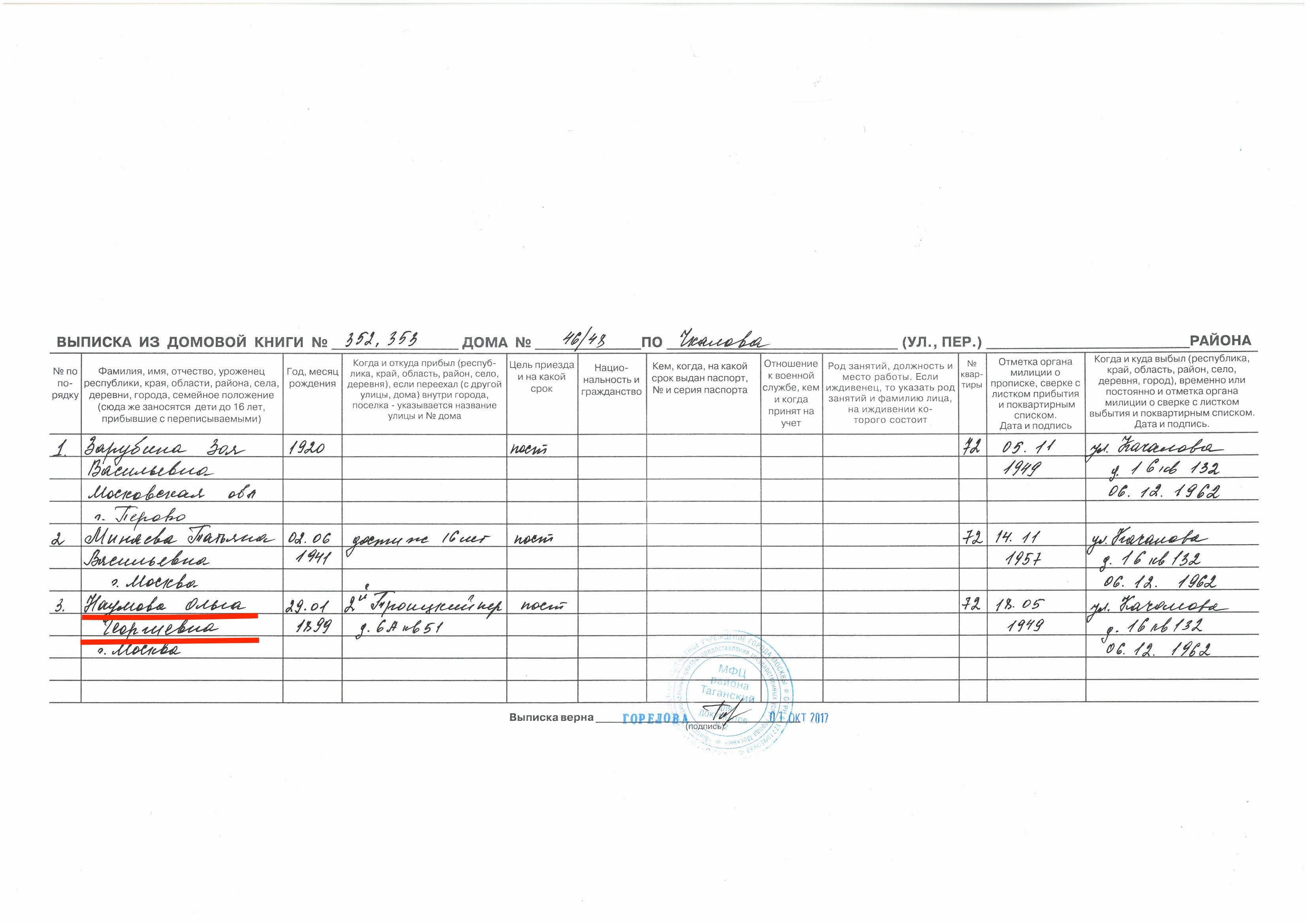
Выписка из домовой книги ул. Чкалова. Эйтингон Н. И. с супругой Наумовой О. Г.
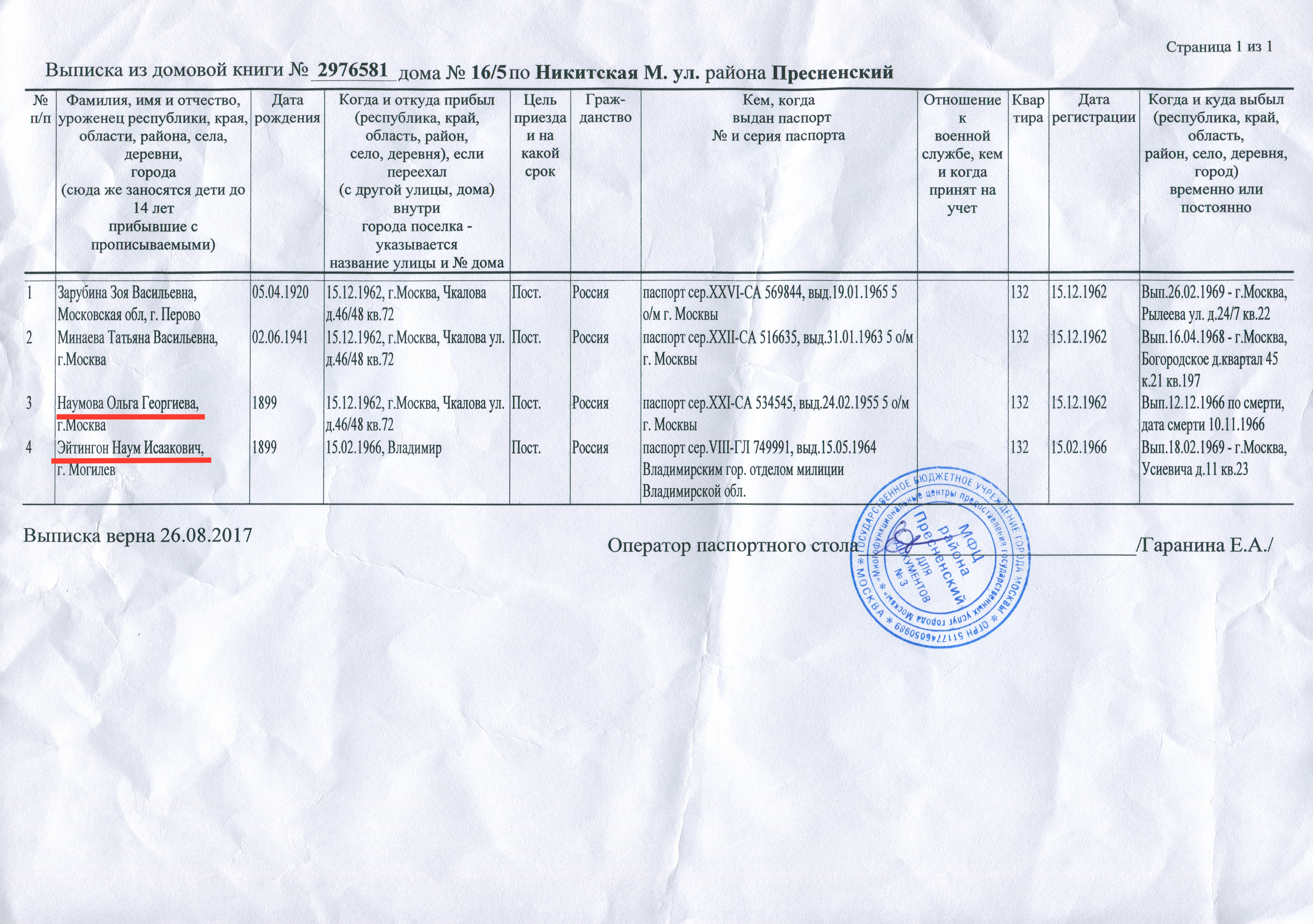
Выписка из домовой книги ул. М. Никитская. Эйтингон Н. И. с супругой Наумовой О. Г.